# Chapelle de la Vierge d'Ohlungen
La chapelle de la Vierge est un monument historique situé à Ohlungen, dans le département français du Bas-Rhin.

## Localisation
Ce bâtiment est situé la Klose à Ohlungen.

## Historique
La chapelle, dédiée à la Vierge Marie, fut construite durant le troisième quart du XVIIIe siècle.
L'édifice fait l'objet d'une inscription au titre des monuments historiques depuis 1935.